# Gazownia miejska na Tarnogaju we Wrocławiu
Gazownia miejska na Tarnogaju (niem. Städtische Gasanstalt Dürrgoy) – dawny zakład przemysłowy wytwarzający gaz koksowniczy, mieszczący się przy ulicy Gazowej 3 na osiedlu Tarnogaj we Wrocławiu. Zakład był wykorzystywany do produkcji gazu od listopada 1906 do 1990 roku.

## Historia
Gazownia na Tarnogaju była czwartym tego typu obiektem na terenie miasta, pierwsza gazownia we Wrocławiu została otwarta w roku 1847 przy ulicy Tęczowej, druga gazownia mieściła się przy dzisiejszym placu Powstańców Warszawy, a jej otwarcie miało miejsce w roku 1864, trzecia natomiast uruchomiona została w roku 1881 przy ulicy Trzebnickiej. 

Pod koniec XIX wieku zapotrzebowanie na gaz we Wrocławiu ciągle wzrastało. Służył on już nie tylko do oświetlania ulic, ale stał się także powszechnym źródłem energii wykorzystywanym do ogrzewania i napędu urządzeń gospodarstwa domowego. Był także paliwem przemysłowym. Na początku XX wieku łączna moc produkcyjna trzech wrocławskich gazowni wynosiła 23 mln m³ rocznie. Przy ciągłym wzroście zużycia gazu w mieście wynoszącym 9% każdego roku zrodziła się potrzeba budowy nowej, znacznie większej niż poprzednie gazowni. Ulokowanej w innej części miasta, gdyż jak przewidywano, po roku 1906 mogłoby zacząć brakować gazu w mieście. Decyzja o budowie nowej gazowni zapadła w roku 1904. Wybór lokalizacji padł na Tarnogaj, osiedle które w tym czasie włączono do miasta. Głównym czynnikiem lokalizacyjnym była bliskość linii kolejowej łączącej Wrocław z zagłębiem górnośląskim, co umożliwiało szybką i łatwą dostawę węgla do zakładu. Zbudowano w tym celu bocznicę kolejową prowadzącą na jego teren. Budowę kompleksu budynków i urządzeń rozpoczęto na początku roku 1905, a produkcję gazu rozpoczęto już w listopadzie roku 1906. Koszty budowy wyniosły łącznie 5,5 mln marek. W chwili uruchomienia zakładu jego moc produkcyjna wynosiła 110 tysięcy m³ dziennie. 

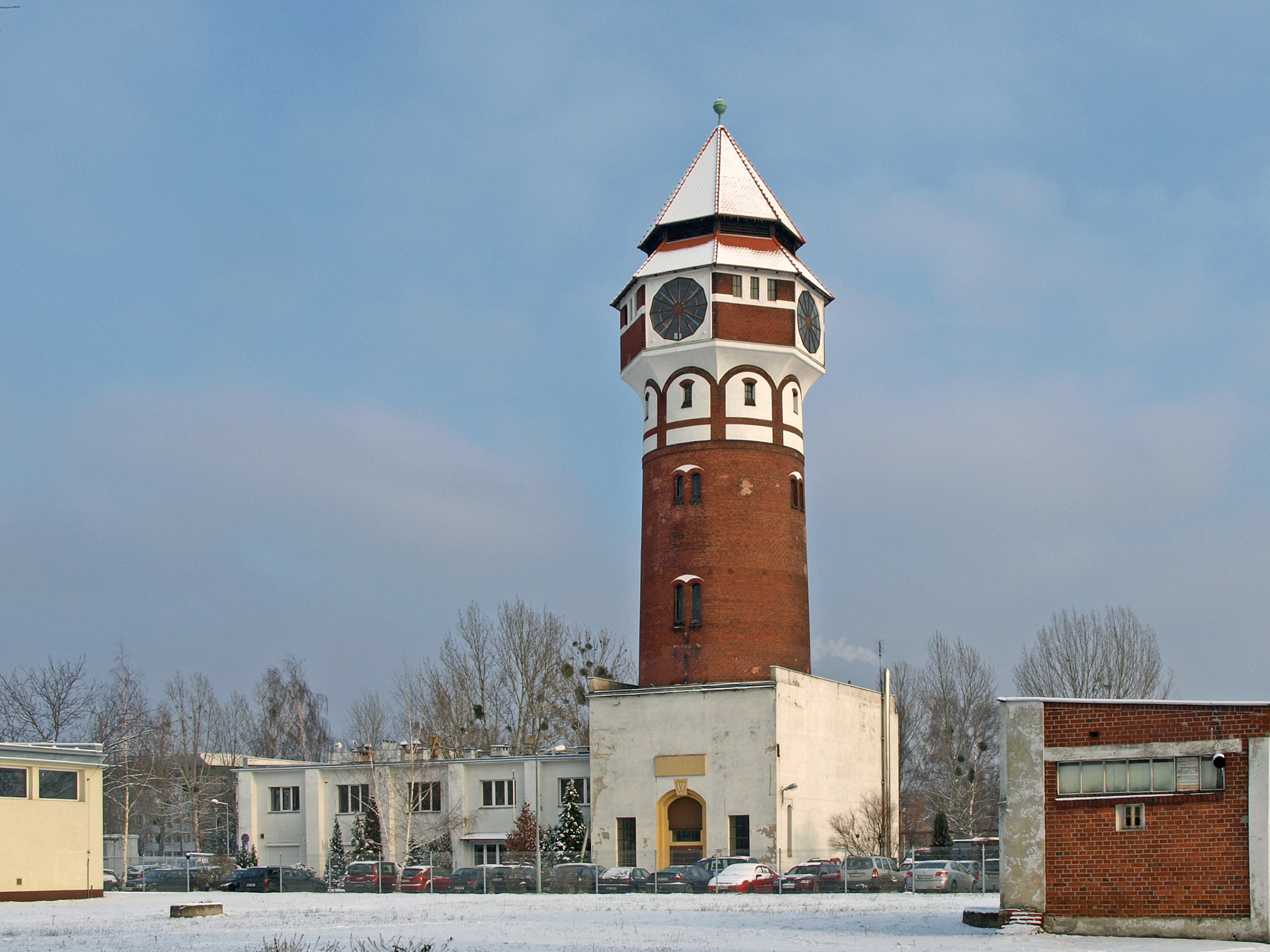
Wieża ciśnień – zegar zakładowy

Gazownia na Tarnogaju w momencie otwarcia była obiektem nowoczesnym i jednym z największych tego typu zakładów przemysłowych w Europie. Zakład składał się z całego kompleksu budynków i urządzeń. Znajdowały się tu waga wagonowa, dwie wywrotnice wagonowe, bunkier węglowy mogący pomieścić 27 tysięcy ton węgla, łamacz węgla, elewator kubełkowy, gazownia była też wyposażona we wszystkie agregaty zapewniające chłodzenie i oczyszczanie gazu. Zamiast używanych w gazownictwie do tej pory retort, wybudowano tu nowoczesne piece wielkokomorowe, w których odbywała się produkcja gazu. Wyprodukowany gaz był składowany w dwóch zbiornikach teleskopowych o pojemności po 110 tysięcy m³ każdy. Teren zakładu miał kształt zbliżony do trójkąta. Układem dróg komunikacji wewnętrznej podzielony był na cztery równoległe sektory. W części wschodniej znajdowały się zbiorniki z gazem, w części zachodniej: budynki mieszczące piecownię, tłocznię, zawory, filtry i inne urządzenia, w sektorach centralnych znajdowała się wieża ciśnień, kotłownia, bunkier węglowy, kotłownia, garaże, budynki administracyjne i magazyny. Do transportu węgla i koksu, który był drugim po gazie produktem wytwarzanym przez gazownię, w obrębie zakładu używano kolejki prowadzonej przez miniaturowe parowozy bezogniowe. 
Gazownia była kilkakrotnie modernizowana i rozbudowywana w swojej historii, wiązało się to z koniecznością przejęcia produkcji gazu po trzech pozostałych gazowniach miejskich wyłączanych z produkcji, rozwój miasta, przez przyłączenie do niego nowych osiedli w roku 1928 spowodował gwałtowny wzrost zapotrzebowania na gaz w mieście. Pierwsza rozbudowa zakładu miała miejsce w roku 1927, następne w latach 1928 i 1934, natomiast w roku 1942 gazownia została przyłączona do tzw. sieci Dalgazu, umożliwiającej pobieranie gazu z innych źródeł. Od tego momentu zaczęto sprowadzać gaz koksowniczy z Wałbrzycha, zakład zaczął pełnić funkcję nie tylko producenta, ale także tłoczni gazu. W latach 20. XX wieku roczna moc produkcyjna wynosiła 70 milionów m³ gazu rocznie. 
W lutym 1945 roku w rejonie gazowni toczyły się ciężkie walki pomiędzy nacierającą na Wrocław Armią Czerwoną a niemiecką załogą broniącej się twierdzy. Zakład posiadał znaczenie strategiczne, zdobycie przez wojska radzieckie gazowni w dniu 1 marca 1945, umożliwiło zablokowanie dostaw gazu do innych części miasta. Polskie władze cywilne przejęły gazownię w dniu 20 maja 1945, w związku z poważnymi uszkodzeniami obiektów i urządzeń jej otwarcie mogło nastąpić dopiero po usunięciu największych usterek. Do remontu obiektu przystąpiono niezwłocznie. Pod koniec lipca 1945 rozpalono jako pierwszy piec skośny nr 8, a gaz do odbiorców popłynął w dniu 7 sierpnia 1945. 
Ostatnia rozbudowa zakładu miała miejsce w roku 1963, wtedy to rozbudowano piecownię pionowo-komorową i wymieniono generatory. W roku 1969 zakład podłączono do sieci sprowadzającej gaz ze Zdzieszowic, a w roku 1971 zaczęto sprowadzać gaz ziemny rurociągiem z Rawicza, od tego momentu produkcja gazu koksowniczego zaczęła stopniowo spadać. Na początku lat 80. XX wieku planowano całkowitą likwidację zakładu, jednak decyzję tę wstrzymywano ze względu na to, że koks otrzymywany przy produkcji gazu był paliwem, na które było stałe zapotrzebowanie. Ostatecznie produkcję gazu koksowniczego wstrzymano w roku 1990; od tego momentu gazownia stała się zakładem, który tylko rozsyłał gaz, ale go nie produkował. W roku 1996 zaprzestano sprowadzania gazu koksowniczego z zamykanej gazowni w Wałbrzychu, zaczęto dystrybuować jedynie gaz ziemny, sprowadzany z trzech kierunków: północnego z Rawicza, wschodniego z Górnego Śląska i zachodniego z Niemiec. W latach 90. XX wieku wraz z zakończeniem produkcji gazu wyburzono znaczną część budynków tworzących kompleks gazowni.